# Aulnois-sous-Laon
Aulnois-sous-Laon ist eine französische Gemeinde mit 1.366 Einwohnern (Stand: 1. Januar 2022) im Département Aisne in der Region Hauts-de-France (vor 2016: Picardie); sie gehört zum Arrondissement Laon und zum Kanton Laon-1. Die Einwohner werden Aulnoisiens genannt.

## Geographie
Die Gemeinde Aulnois-sous-Laon liegt fünf Kilometer nördlich der Stadt Laon in einem Seitental der Serre. Umgeben wird Aulnois-sous-Laon von den Nachbargemeinden Chéry-lès-Pouilly im Norden, Barenton-Cel im Nordosten, Barenton-Bugny im Osten, Laon im Süden, Besny-et-Loizy im Südwesten sowie Vivaise im Westen. Am Nordostrand der Gemeinde verläuft die Autoroute A26.

## Bevölkerungsentwicklung
| Jahr                       | 1962 | 1968 | 1975 | 1982 | 1990 | 1999 | 2006 | 2013 | 2021 |
| Einwohner                  | 937  | 913  | 900  | 1090 | 1146 | 1218 | 1315 | 1386 | 1369 |
| Quellen: Cassini und INSEE |      |      |      |      |      |      |      |      |      |

## Sehenswürdigkeiten
- Kirche Nativité-de-la-Sainte-Vierge (Marienkirche)
- Burg aus dem 13. Jahrhundert, Monument historique seit 1923, mit umgebenden Park
- Wasserturm

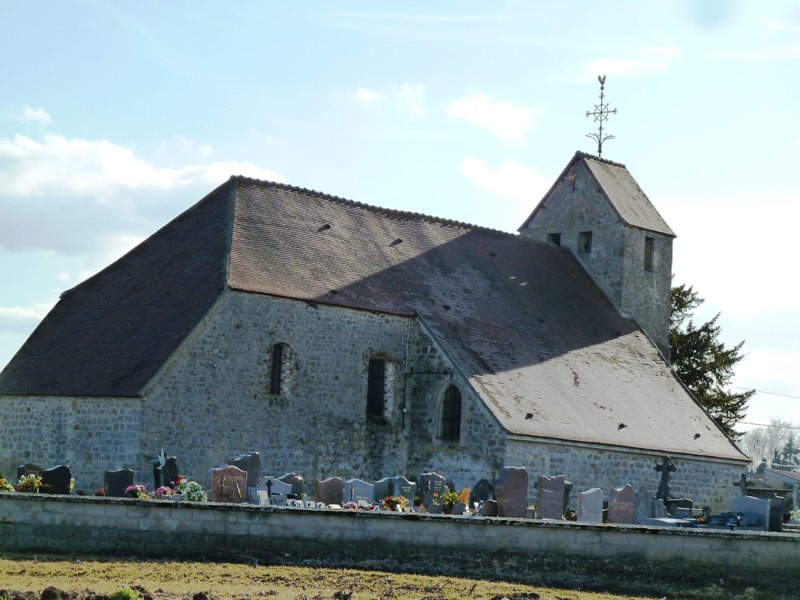
Marienkirche
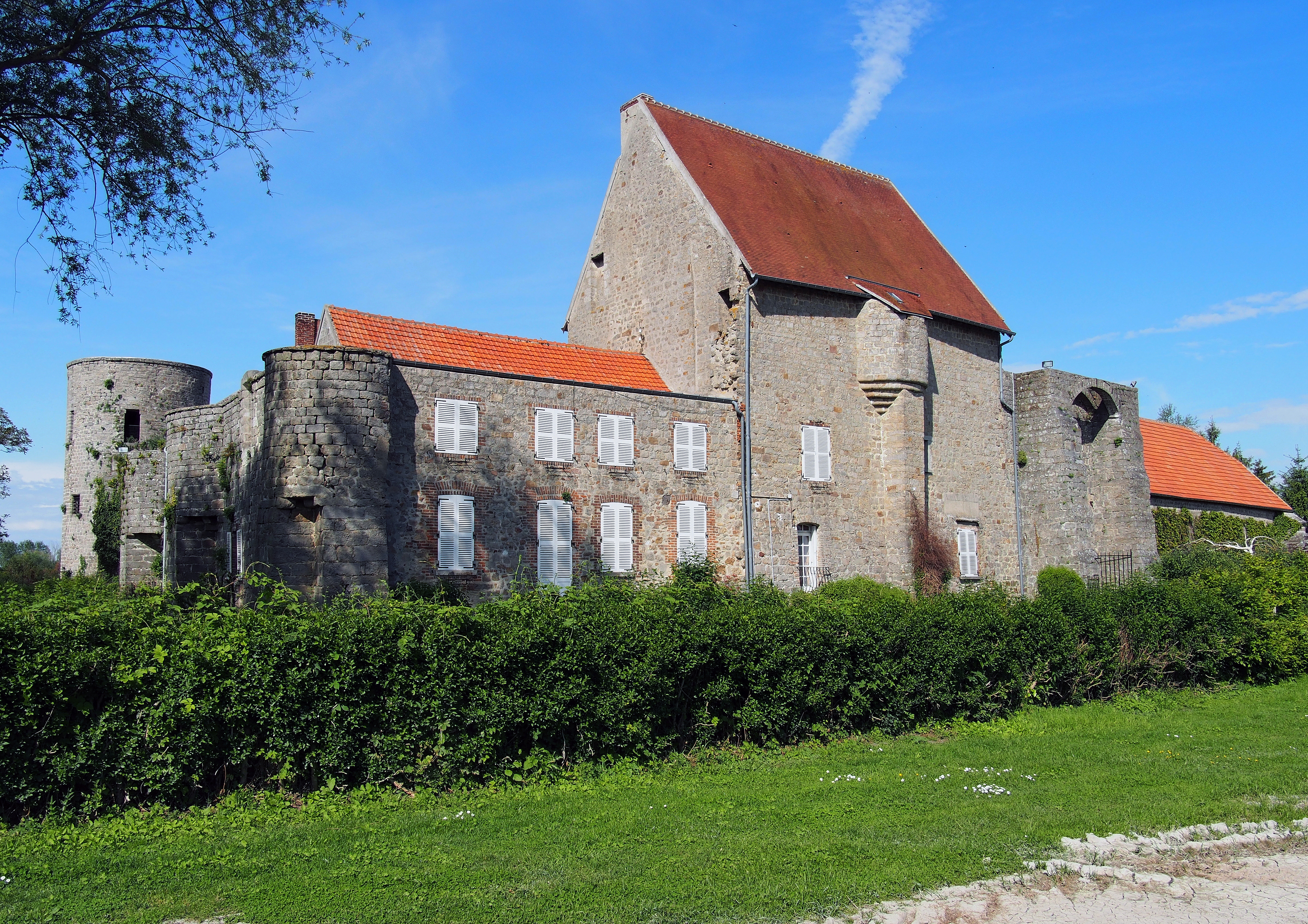
Burg Aulnois-sous-Laon